# Parafia Matki Bożej Szkaplerznej w Abramowie
Parafia Matki Bożej Szkaplerznej w Abramowie – parafia rzymskokatolicka w Abramowie, należąca do archidiecezji lubelskiej i Dekanatu Michów.

## Historia
Parafia została założona 3 sierpnia 1925 dekretem biskupa Mariana Fulmana. Mieści się przy ulicy Szkolnej. Parafię prowadzą księża archidiecezjalni.

## Proboszczowie
- ks. Piotr Stokrocki  (1925-1935)[2]
- ks. Stanisław Wolski (1935–1946)[2]
- ks. Adam Fabisiak (1946–1963)[2]
- ks. Hieronim Świć (1963–1979)[2]
- ks. Henryk Burzyński (1979–1985)[2]
- ks. Andrzej Gromada (1985–1991)[1]
- ks. Czesław Puliński (1991–2007)[1]
- ks. Zbigniew Sykut (2007–2012)[2]
- ks.Wojciech Szlachetka (2012–2020)[3]
- ks. Eugeniusz Dobosz (2020– )[4]